# Ліщини (Горлицький повіт)
Ліщини (пол. Leszczyny) — колишнє лемківське село у сучасній Польщі, у гміні Устя-Горлицьке Горлицького повіту Малопольського воєводства.

## Розташування
Лежить над потоком Прислупянка — правою притокою Ропи.

## Історія
Перша згадка походить з 1366 року. Закріпачена на зламі XV—XVI ст. на волоському праві.
В 1785 р. Ліщини і Кунькова належали до парохії Климківка. В 1855 р. утворено з Ліщин, Білянки і Кунькової окрему парохію.
До 1945 р. в селі була греко-католицька парохія Горлицького деканату, метричні книги велися з 1785 року
До виселення українців у селі було чисто лемківське населення: з 420 жителів — 410 греко-католиків і 10 латинників.
Після Другої світової війни Лемківщина, попри сподівання лемків на входження в УРСР, була віддана Польщі, а корінне українське населення примусово-добровільно вивозилося в СРСР. Згодом, у період між 1945 і 1947 роками, у цьому районі тривала боротьба між підрозділами УПА проти радянських і польських і військ. Ті з українців, хто вижив, 1947 року під час операції Вісла були ув'язнені в концтаборі Явожно або депортовані на понімецькі землі Польщі, натомість заселено поляків.
У 1975—1998 роках село належало до Новосондецького воєводства.

## Сучасність
Після виселення українців і знелюднення місцевість приєднана до села Кунькова і тепер є його частиною (присілком).

## Пам'ятки
Об'єкти, перераховані в реєстрі пам'яток Малопольського воєводства:
- В селі є дерев'яна колишня греко-католицька церква св. Луки 1835 р., з 1947 р. використовувалася під костел, а в 1968 р. передана православній громаді.